# Kanton Longny-au-Perche
Kanton Longny-au-Perche (francouzsky Canton de Longny-au-Perche) byl francouzský kanton v departementu Orne v regionu Dolní Normandie. Tvořilo ho 13 obcí. Zrušen byl po reformě kantonů 2014.

## Obce kantonu
- Bizou
- L'Hôme-Chamondot
- La Lande-sur-Eure
- Longny-au-Perche
- Le Mage
- Malétable
- Marchainville
- Les Menus
- Monceaux-au-Perche
- Moulicent
- Neuilly-sur-Eure
- Le Pas-Saint-l'Homer
- Saint-Victor-de-Réno